# Rugby-Union-Weltmeisterschaft 2031

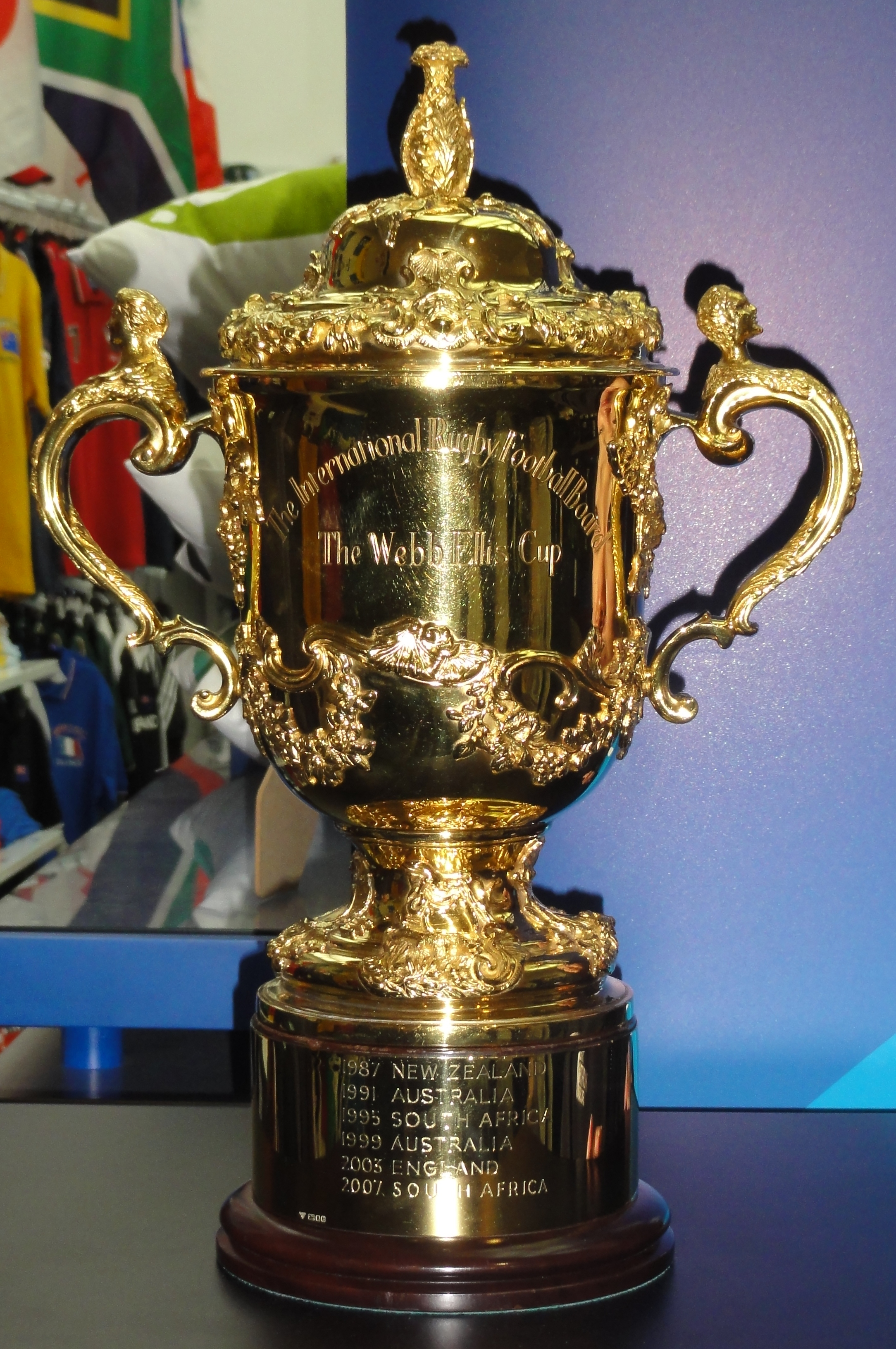
Der Webb Ellis Cup

Die Rugby-Union-Weltmeisterschaft 2031 (englisch 2031 Rugby World Cup) soll 2031 in den Vereinigten Staaten stattfinden. Es wäre die zwölfte Weltmeisterschaft der Männer im vierjährlichen Turnierzyklus, der vom Weltverband World Rugby organisiert wird, und die siebte in der nördlichen Hemisphäre. Zum ersten Mal überhaupt würde die Weltmeisterschaft auf dem amerikanischen Kontinent ausgetragen werden.
Wie beim Turnier 2027 sollen 24 Nationalmannschaften an der Weltmeisterschaft 2031 teilnehmen können.

## Vergabe
World Rugby setzte sich zum Ziel, die Bewerbungen für die Männer-Weltmeisterschaften 2027 und 2031 sowie die Bewerbungen für die Frauenturniere 2025 und 2029 bis Mai 2022 vergeben zu können. Der Prozess der Gespräche mit potenziellen Bewerbern begann im Februar 2021, das formale Bewerbungsverfahren begann drei Monate später. Die Finalisten wurden im Februar 2022 bewertet.
Der damalige Präsident von World Rugby, Bill Beaumont, schlug Ende 2018 vor, das der Gastgeber der Weltmeisterschaften nach dem Turnier 2023 in Frankreich ein aufstrebendes Land sein sollte. World Rugbys Chief Executive Officer Brett Gosper schlug 2019 vor, die Turniere 2027 und 2031 zeitgleich zu vergeben (wie es mit England 2015 und Japan 2019 geschehen war), womit „eine mutige Entscheidung und eine traditionelle Entscheidung“ möglich sei. Gosper schlug des Weiteren vor, dass “2031 Zeit gibt, um eine amerikanische Bewerbung glaubwürdig und Stark zu machen.” Die Gastgeber für die Turniere zwischen 2027 und 2031 wurden im Mai 2022 bekanntgegeben.
Es gab Spekulationen, wonach die Vereinigten Staaten und Südafrika an der Ausrichtung interessiert sein könnten, aber die South African Rugby Union erklärte, dass sie sich weder für 2027 noch für 2031 bewerben werde. Am 10. Juni 2021 wurde USA Rugby als Kandidat für die Ausrichtung sowohl der Turniere 2027 als auch 2031 sowie die Frauen-Rugby-Union-Weltmeisterschaft 2033 akzeptiert. Die Vereinigten Staaten reichten am 20. Oktober 2021 ihre offizielle Bewerbungsunterlagen ein, wozu auch interessierte Städte mit großen American-Football-Stadien gehörten. Zuvor hatten England, Wales, Schottland und Irland im Februar desselben Jahres eine gemeinsame Bewerbung für die Weltmeisterschaft 2031 in Erwägung gezogen, ihre Pläne aber nicht weiter konkretisiert. So waren die Vereinigten Staaten der einzige Bewerber für 2031 und befanden sich ab November 2021 in einem „exklusiven, zielgerichteten Dialog“ mit World Rugby über die Ausrichtung. Im April 2022 bekräftigte Präsident Joe Biden in einem Schreiben an den World-Rugby-Vorsitzenden Bill Beaumont seine Unterstützung für die Bewerbung. Am 12. Mai 2022 vergab World Rugby offiziell die Turniere zwischen 2025 und 2033, wobei die Frauen-WM 2025 an England vergeben wurde, Australien die Weltmeisterschaft 2027 und Frauen-Weltmeisterschaft 2029 zugesprochen erhielt und die Vereinigten Staaten zum Ausrichter der Weltmeisterschaft 2031 sowie der Frauen-Weltmeisterschaft 2033 ernannt wurden.
Die Rugby-Union-Weltmeisterschaft 2031 ist eines von fünf großen internationalen Turnieren, die die Vereinigten Staaten innerhalb eines Jahrzehnts austragen werden, zusammen mit dem ICC Men’s T20 World Cup 2024 (zusammen mit den West Indies), der Fußball-Weltmeisterschaft 2026 (zusammen mit Kanada und Mexiko), den Olympischen Sommerspielen 2028 und der Frauen-Rugby-Union-Weltmeisterschaft 2033. Damit ist es nach der Weltmeisterschaft 1991 in Südafrika, der Weltmeisterschaft 2003 in Australien, der Weltmeisterschaft 2011 in Neuseeland, der Weltmeisterschaft 2019 in Japan, der Weltmeisterschaft 2023 in Frankreich und der Weltmeisterschaft 2027 in Australien das siebte Turnier, das von einem einzigen Gastgeber ausgetragen wird.

## Vorbereitung
Rugby-Union Weltmeisterschaften finden normalerweise in den Monaten September und Oktober statt. In den Vereinigten Staaten würde sich dieses Zeitfenster mit den Spielzeiten der National Football League (NFL) und der Major League Soccer (MLS) überschneiden. Da viele der vorgeschlagenen Austragungsorte Stadien von Teams der NFL, der MLS und der Major League Baseball (MLB) sind, gibt es Überlegungen, das Turnier in den Sommermonaten (Juni und August) durchzuführen, um Überschneidungen mit den Spielplänen der betroffenen Ligen zu vermeiden. Eine Entscheidung über die Terminierung ist noch ausstehend.
Insgesamt 24 Städte stehen in der engeren Wahl für die Weltmeisterschaft 2031. Es sind dies Atlanta, Austin, Baltimore, Birmingham, Boston, Charlotte, Chicago, Dallas, Denver, Houston, Kansas City, Los Angeles, Miami, Minneapolis, Nashville, New York City, Orlando, Philadelphia, Pittsburgh, Phoenix, San Diego, San Francisco, Seattle und Washington, D.C. Die meisten der vorgeschlagenen Austragungsorte sind NFL-Stadien, aber auch eine Reihe von MLB- und MLS-Stadien sind im Rennen.

## Qualifikation
24 Nationalmannschaften sollen an der Rugby-Union-Weltmeisterschaft 2031 teilnehmen. Neben dem Gastgeber der Vereinigten Staaten qualifizierten sich auch die acht Viertelfinalisten und die anderen drei Drittplatzierten der Vorrundengruppen der vorhergehenden Weltmeisterschaft 2027 automatisch für das Turnier 2031.
- Vereinigte Staaten (Gastgeber)